# Distretto di Minamikoma
Il distretto di Minamikoma (南巨摩郡, Minamikoma-gun?) è uno dei distretti della prefettura di Yamanashi, in Giappone.
Attualmente fanno parte del distretto i comuni di Fujikawa, Hayakawa, Minobu e Nanbu.
| Controllo di autorità | VIAF (EN) 260249393 · NDL (EN, JA) 00538399 |